# 硒吩
硒吩是一種不飽和有機化合物，它的五元環中含有硒，其化學式為C4H4Se。它是一種金属唑。硒吩跟噻吩相比，硒吩的芳香特性比較小。

## 命名法
硒吩的原子圍著環標數，根據系統命名法規則以硒原子為第一。它的氧化形式包括硒吩-1,1-二氧化物。有關環狀結構包括只有一個雙鍵的結構（2-硒醇烯和3-硒醇烯）以及完全飽和結構硒醇烷。

## 生產
雖然艾達·福瓦（Ida Foa）聲稱在1909年製造硒吩，但是第一次證實的生產由馬扎和索拉佐於1927年進行。他們將乙炔和硒在300 °C共熱。硒燃燒起來，最多形成了15%硒吩，以及硒代萘。製造硒吩的另一個方法是將呋喃、硒化氢和鋁在400 °C共熱。

## 性質
硒吩分子是平的，具有芳香性。因為它具有芳香性，它會在2-或2,5-位置進行亲电取代反应。這些反應比呋喃的慢，但比噻吩的快。